# Luvsansharavyn Rentsendorj
Luvsansharavyn Rentsendorj –en mongol, Лувсаншаравын Рэнцэндорж– (25 de febrero de 1946) es un deportista mongol que compitió en judo. Ganó una medalla de plata en el Campeonato Asiático de Judo de 1991 en la categoría de –60 kg.

## Palmarés internacional
| Campeonato Asiático | Campeonato Asiático | Campeonato Asiático | Campeonato Asiático |
| Año                 | Lugar               | Medalla             | Categoría           |
| ------------------- | ------------------- | ------------------- | ------------------- |
| 1991                | Osaka (Japón)       | Medalla de plata    | –60 kg              |